# هرطه‌کلا
هرطه‌کلا، روستایی است از توابع بخش مرکزی شهرستان چالوس در استان مازندران ایران میباشد.
روستای هرطه‌کلا از بخش مرکزی شهرستان چالوس در استان مازندران است . در فاصله ۱۳ کیلومتری غرب شهرستان و در ۵ کیلومتری مجموعه زیبا و توریستی نمک آبرود واقع بوده و با ساحل زیبای دریای خزر ۳ کیلومتر از شمال و از جنوب ۱ کیلومتر با دامنه سر سبز جنگل مدوبن «حوضه آبخیز رودخانه سرد آبرو » فاصله دارد.

## جمعیت
جمعیت روستا با ۳۱۵ خانوار ۱۰۵۰ نفر بوده که ۵۶۰ نفر مرد و ۴۹۰ نفر زن است. مردم هرطه‌کلا از قومیت طبری هستند. مردم هرطه‌کلا به زبان طبری با گویش چالوسی سخن می‌گویند.
شغل و درآمد اصلی مردم روستا کشاورزی با کشت برنج و باغداری با تولید مرکبات بوده ولی مشاغل پراکنده دیگری چون تولید کیوی ، چای ، پرورش ماهی و مرغ و ... وجود دارد . و برخی از اهالی در شهر شاغل بوده و تحصیلکرده‌ها نیز به  مشاغل اداری در شهرستان اشتغال دارند .
روستای هرطه‌کلا از جمله قدیمی‌ترین روستاهای شهرستان بوده و به تدریج روستاهای هچرود در شمال غرب و غرب  ،  امامرود  در شمال  ، کلاچان و اوجاکلادر شرق  ، چاخانی و دلگشا در جنوب و اکبر آباد در غرب شکل گرفته‌اند .

## تاریخچه

### دوران باستان

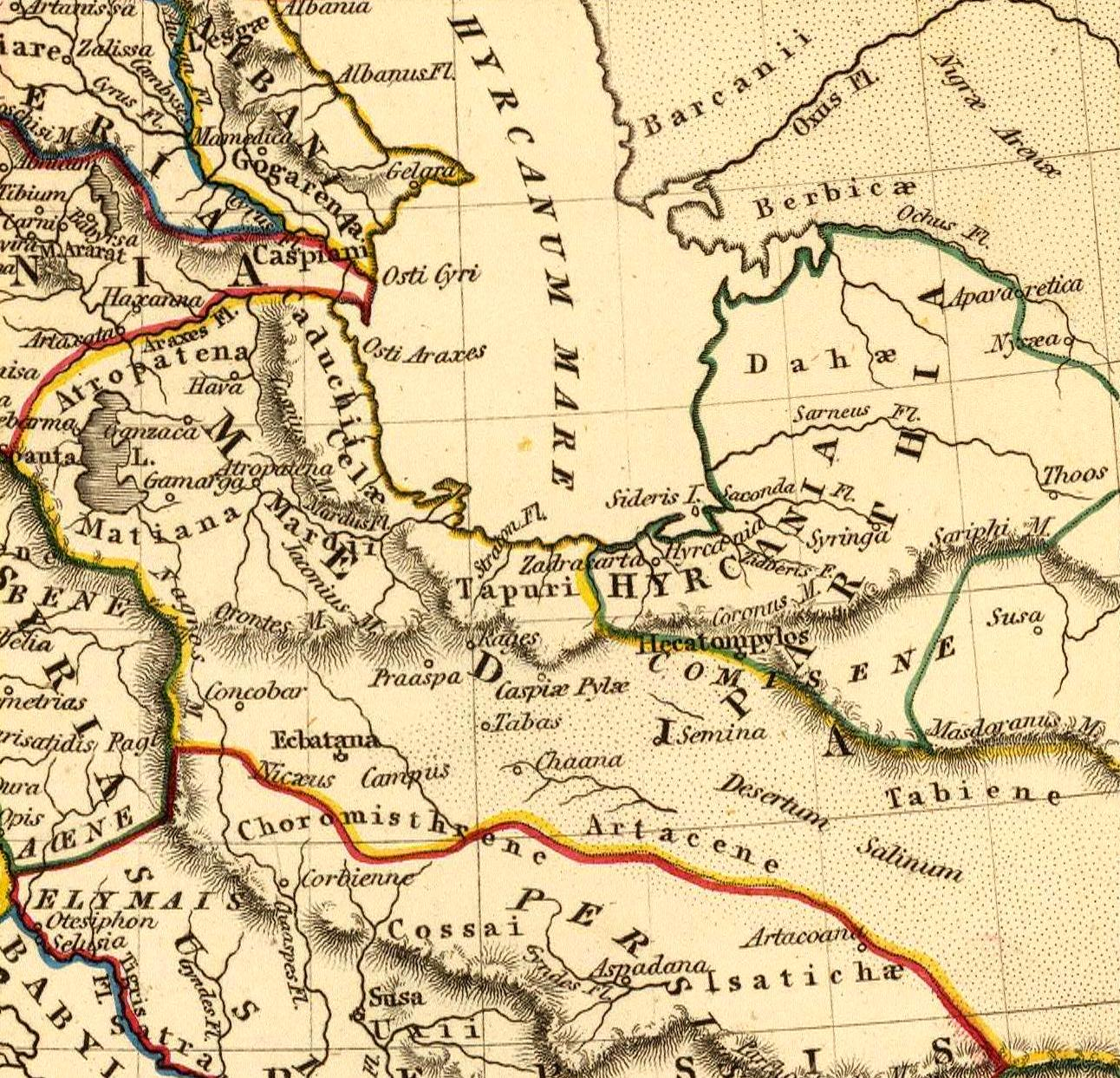
موقعیت تپورها در قرن دوم قبل از میلاد، از شرق سپیدرود تا اسرم هیرکانیا

استان مازندران پیش از اسلام تپورستان (به پهلوی: ) نامیده می‌شد که برگرفته از نام قوم تپوری (به یونانی: Τάπυροι) می‌باشد که پس از اسلام قوم طبری نام گرفتند و سرزمینشان طبرستان نامیده شد.
به گفته واسیلی بارتلد تپوری‌ها در قسمت جنوب شرقی ولایت سکونت داشتند و در قید اطاعت هخامنشیان درآمده بودند و آماردها مغلوب اسکندر مقدونی و بعد مغلوب اشکانیان شدند و اشکانیان در قرن دوم ق.م آنها را در حوالی ری سکونت دادند و اراضی سابق آماردها به تصرف تپوری‌ها درآمد و بطلمیوس در شرح دیلم یعنی قسمت شرقی گیلان در ساحل  بحر خزر فقط از تپوری‌ها نام می‌برد. به گفته مجتبی مینوی قوم آمارد و قوم تپوری در سرزمین مازندران می‌زیستند و تپوری‌ها در ناحیه کوهستانی مازندران و آماردها در ناحیه جلگه‌ای مازندران سکونت داشتند. در سال ۱۷۶ ق.م فرهاد اول اشکانی قوم آمارد را به ناحیه خوار کوچاند و تپوری‌ها تمام ناحیه مازندران را فرو گرفتند و تمام ولایت به اسم ایشان تپورستان نامیده شد.
شهرهای آمل، چالوس، کلار، سعیدآباد و رویان جزئی از سرزمین قوم تپوری بودند. در دوران باستان چالوس بخشی از تپورستان و ناحیه رویان بود. چالوس که خود بخشی از کلارستاق هست به همراه کجور و تنکابن از نواحی اصلی سرزمین رویان بوده‌است.
رویان به سرزمینی آباد در غرب مازندران گفته می‌شد که شامل کجور (نور و نوشهر)، کلارستاق (چالوس، مرزن آباد و کلاردشت)، لنگا (عباس‌آباد و نشتارود)، تنکابن، سختسر، هوسم، طالقان، الموت، لورا، ارنگه، رودبار قصران و لارقصران می‌شد.
در دوران اشکانی و ساسانی منطقه رویان که چالوس نیز بخشی از آن بود تحت حاکمیت خاندان گشنسپ از پادشاهان تپورستان بوده‌است.

## موقعیت چالوس در طبرستان
هرطه‌کلا در دوران کهن بخشی از از چالوس محسوب می‌شد و از چالوس به عنوان یکی از شهرهای طبرستان یاد شده‌است.
ابن رسته مورخ قرن سوم، طبرستان از جانب مشرق به گرگان و قومس و از طرف مغرب به دیلم و از طرف شمال به دریا و از طرف جنوب به به بعضی از نواحی قومس و ری محدود می‌شود. به گفته ابن رسته مراکز و بخش‌های طبرستان چهارده تا است و خورهٔ آمل که کرسی و مرکز آن ناحیت است و شهرهایش عبارتند از: ساری و مامطیر و تُرنجه و روُبست و میله و مرارکدیه (کدح) و مِهروان و طَمیس و تَمار و ناتل و شالوس (چالوس) و رویان و کلار.
اصطخری می‌نویسد: آمل، ناتل، سالوس (چالوس)، کلار، رویان، میله، برجی، چشمهٔ‌الهم، ممطیر، ساری، مهروان، لمراسک و تمیشه در شمار طبرستان است.
ابن حوقل در وصف طبرستان می‌نویسد: بزرگترین شهر طبرستان شهر آمل و در زمان ما حاکم نشین آنجاست. از پلور تا آمل یک منزل است و از آمل به شهر میله دو فرسخ و از میله تا تریجی دو فرسخ و از تریجی به ساری یک منزل و از ساری تا استرآباد چهار منزل و از استرآباد تا گرگان دو منزل راه است و از آمل تا ناتل یک منزل و از ناتل تا چالوس یک منزل و به سمت دریا تا عین الهم یک منزل است. ابن حوقل می‌نویسد: شهرهای آمل، شالوس (چالوس)، کلار، رویان، میله، تریجی، عین الهم، مامطیر، ساریه و طمیسه جز ولایت طبرستان است. مقدسی نیز در احسن التقاسیم فی معرفة الاقالیم «جرجان، طبرستان، دیلمان و جیلان» را در اقلیم پنجم عالم معرفی کرده‌است. مقدسی همچنین طبرستان را دارای کوه‌های بسیار و باران فراوان، وصف کرده و آمل را مرکز طبرستان و چالوس، مامَطیر، تُرنجَه، ساریه، تمیشه و… را از شهرهای طبرستان دانسته‌است.
به نقل از حدود العالم تمیشه، لمراسک، ساری، مامطیر، تریجی، میله، آمل، الهم، ناتل، رودان، چالوس و کلار در شمار طبرستان هستند. به گزارش مؤلف حدود العالم ناتل، رودان، چالوس و کلار شهرک هایی‌اند اندر کوه و شکستگی‌ها و این ناحیتی است هم از طبرستان و لکن پادشاهی دیگر است و پادشاه آن استندار خوانند.
ابوالقاسم بن احمد جیهانی در کتاب اشکال‌العالم می‌نویسد: از شهرهای طبرستان: آمل، ناتل، سالوس (چالوس)، کلارودان، عین‌الهم، مامطیر، ساری، تمیشه، استرآباد، جرجان، آبسکون و دهستان است. راه آمل به دیلم، آمل تا ناتل از آنجا تا سالوس و از آنجا تا کلار و از آنجا تا دیلم است. رابینو می‌نویسد: وسعت دیلم تا بیش از یک منزلی مغرب ناحیه کلار طبرستان نبوده‌است. حمزه اصفهانی مورخ قرن سوم در کتاب سنی ملوک الارض و الانبیا می‌نویسد: طبرستان دارای کوره‌های بسیار بود که یکی از آنها سرزمین دیلم است و ایرانیان دیلمیان را اکراد طبرستان می‌نامیدند چنان‌که عربان مردم عراق را اکراد سورستان می‌خواندند.
ابن اسفندیار طبرستان را از شرق تا غرب، محدود به دینارجاری تا ملاط دانسته، که معادل تقریبی جرجان و رودسر کنونی هستند. ابن اسفندیار در کتاب تاریخ طبرستان از شهرهای طبرستان که دارای جامع و مصلی بودند چنین نام می‌برد: به هامون آمل، ساری، مامطیر، رودبست، تریجه، میله، مهروان، اهلم، پای‌دشت، ناتل، کنو، شالوس (چالوس)، بیخوری، لمراسک، طمیش و به کوهستان کلار، رویان، نمار، کجویه، ویمه، شلنبه، وفاد، الجمه، شارمام، لارجان، امیدوارکوه، پریم و هزارگری.
ظهیرالدین مرعشی در کتاب تاریخ طبرستان و رویان و مازندران می‌نویسد: حد طبرستان از طرف شرقی دیناره‌جاری و از طرف غربی ملاط که آن قریه شهر هوسم که اکنون به فرضه روده‌سر اشتهارد دارد. حد مازندران از طرف شرقی بیشه انجدان می‌باشد و از طرف غربی ملاط می‌باشد. حد گرگان حالیا که به استرآباد مشهور است و اصلاً دهستان می‌گفتند شرقی دیناره جاری است که حد شرقی تمام طبرستان است و غربی انجدان که حد شرقی مازندران است. به گفتهٔ ظهیرالدین مرعشی مازندران بخشی از طبرستان است و سرزمین طبرستان، گرگان و مازندران هر دو را در بر می‌گرفت.

## جستار های وابسته
شهرستان چالوس
1. ↑  نصری اشرفی، جهانگیر (۱۳۹۹).  جعفر شجاع کیوانی، ویراستار. دانشنامهٔ تبرستان و مازندران جلد سوم. نشرنی = ۱۱۱.
2. ↑  نصری اشرافی، جهانگیر (١٣٧٧). واژه‌نامه بزرگ تبری. به کوشش حسین صمدی و سید کاظم مداح و کریم الله قائمی و علی اصغر یوسفی نیا و محمود داوودی درزی و محمد حسن شکوری و عسکری آقاجانیان میری و ابوالحسن واعظی و ناصر یداللهی و جمشید قائمی و فرهاد صابر و ناعمه پازوکی. تهران: اندیشه پرداز و خانه سبز. ص. صفحه ۳۱ جلد اول. شابک ۰۵۹۱۱۳۱۹۶۴ مقدار |شابک= را بررسی کنید: checksum (کمک).
3. ↑  عمادی، اسدالله (۱۳۷۲). بازخوانی تاریخ مازندران. نشر فرهنگ خانه مازندران. ص. ۷۲.
4. ↑  مارکوارت، یوزف (۱۳۷۳). ایرانشهر بر مبنای جغرافیای موسی خورنی. ترجمهٔ مریم میر احمدی. تهران انتشارات اطلاعات. ص. ۲۴۵.
5. ↑  BORJIAN, HABIB (2004). "Mazandaran: Language and People (The State of Research)". Yerevan State University (به انگلیسی): 289. doi:10.1163/1573384043076045.
6. ↑  بارتلد، واسیلی (۱۳۰۸). تذکره جغرافیای تاریخی ایران. اتحادیه تهران. ص. ۲۸۳.
7. ↑  مینوی، مجتبی (۱۳۴۲). مازیار. موسسه مطبوعاتی امیرکبیر. ص. ۹.
8. ↑  محمدپور، صفرعلی (۱۳۸۶). چالوس در آیینه تاریخ. انتشارات کلام مسعود. ص. ۳۷۰.
9. ↑  Foundation، Encyclopaedia Iranica. «Welcome to Encyclopaedia Iranica». iranicaonline.org (به انگلیسی). دریافت‌شده در ۲۰۲۴-۰۹-۳۰.
10. ↑  علی اصغر یوسفی نیا، لنگا، ۲۴.
11. ↑  ابن اسفندیار، کتاب تاریخ طبرستان، ۱۵–۴۱.
12. ↑  ابن رسته، احمد بن عمر (۱۳۶۵). الاعلاق النفیسه. ترجمهٔ حسین قره چانلو. مؤسسه انتشارات امیرکبیر. ص. ۱۷۶.
13. ↑  آقاجانی الیزه، هاشم (۱۳۹۲). «خاستگاه تپوریها تا تشکیل شهربی تبرستان» (PDF). ۸ (۳۱): ۵–۹.
14. ↑  سجادی، محمد تقی (۱۳۷۸). تاریخ و جغرافیای تاریخی رامسر. انتشارات معین. ص. ۶۷.
15. ↑  ذبیحی، علی (۱۳۹۱). آمل. رسانش نوین. ص. ۱۸.
16. ↑  حسین حسینیان مقدم، منصور داداش نژاد، حسین مرادی نسب و محمدرضا هدایت پناه زیر نظر دکتر سید احمدرضا خضری. تاریخ تشیع ۲: دولت‌ها، خاندان‌ها و آثار علمی و فرهنگی شیعه. تهران: پژوهشگاه حوزه و دانشگاه، 1393. 145.شابک ۹۷۸-۹۶۴-۷۷۸۸-۳۷-۳
17. ↑  مقدسی، شمس‌الدین (۱۳۶۱). احسن التقاسیم فی معرفة الاقالیم جلد دوم. شرکت مؤلفان و مترجمان ایران. ص. ۵۱۹.
18. ↑  ستوده، منوچهر (۱۳۶۲). حدودالعالم. انتشارات زبان و فرهنگ ایران. ص. ۱۴۶.
19. ↑  حسین‌نیا امیرکلایی، هانیه؛ موسوی حاجی، سید رسول (۱۳۹۹). «مطالعه نمونه‌های سفالین دوران اسلامی شهر تاریخی ناتل». مطالعات باستان‌شناسی پارسه. ۴ (۱۴): ۸۸.
20. ↑  اقبال، مهدی (۱۳۸۹). تاریخ چالوس. انتشارات شاملو. ص. ۲۳.
21. ↑  سجادی، محمد تقی (۱۳۷۸). تاریخ و جغرافیای تاریخی رامسر. انتشارات معین. ص. ۵۷.
22. ↑  اصفهانی، حمزه (۱۳۶۲). تاریخ پیامبران و شاهان (سنی ملوک الارض و الانبیا). انتشارات بنیاد فرهنگ ایران. ص. ۲۱۴.
23. ↑  اقبال، مهدی (۱۳۸۹). تاریخ چالوس. انتشارات شاملو. ص. ۲۳.
24. ↑  کیا، صادق (۱۳۵۳). شاهنامه و مازندران. انتشارات وزارت فرهنگ و هنر. ص. ۲۹–۲۸.